# August Wentzel
August Wentzel (* 30. Januar 1799 in Breslau; † 11. Mai 1860 in Berlin) war ein deutscher Jurist und Politiker.

## Leben
Als Sohn eines Oberlandesgerichtsrats geboren, studierte Wentzel Rechtswissenschaften in Heidelberg und Jena. Während seines Studiums wurde er 1817 Mitglied der Alten Heidelberger Burschenschaft, deren Vorsteher und Sprecher er in den Jahren 1817 bis 1819 mehrfach war und für die er Vertreter auf dem verfassungsgebenden Burschentag war. 1819 wurde er bei einem Duell schwer verwundet. Nach seinem Studium war er zunächst Oberlandesgerichtsassessor, dann bis 1836 Landgerichtsdirektor am Landgericht Breslau und darauf Direktor des Fürstentumsgerichts in Neisse, schließlich Oberlandesgerichtspräsident am Oberlandesgericht Ratibor. Dort wurde er 1852 Chefpräsident am Appellationsgericht Ratibor. Er wurde zum Dr. iur. h. c. ernannt. 1849 bis 1860 war er Abgeordneter im Preußischen Abgeordnetenhaus.

## Veröffentlichungen (Auswahl)
- Der preußische Mandats-, summarische und Bagatell-Prozeß, nach der Verordnung vom ersten Juni 1833. Breslau 1833.
- Fünfmännerbuch. Breslau 1838.
- Das jetzt bestehende Provinzial-Recht des Herzogthums Schlesien und der Grafschaft Glatz. Breslau 1839 und 1840.
- Zeitfragen auf dem Rechtsgebiete. Halle 1842
- Das Centrum und meine politische Stellung als Abgordneter der Wahlkreise Ratibor und Cosel; in der aufgelösten Zweiten Preußischen Kammer. Marx, Breslau 1849.